# Гребінка
Гребі́нка (до ХХ ст. мало назву Городище) — місто в Полтавській області. Залізничний вузол розташований на перехресті двох важливих залізничних магістралей — Харків-Київ, Москва-Одеса.
Населення за переписом 2001 року складало 11 562 особи. Адміністративний центр Гребінківської міської громади.

## Назва
Місто назване на честь Євгена Гребінки (1812–1848) — українського байкаря, белетриста, видавця, громадського діяча.

## Географія
Місто Гребінка розташована в Західній частині Полтавської області на лівому березі річки Гнила Оржиця, вище за течією на відстані 1,5 км розташоване село Лутайка, нижче за течією на відстані 0,5 км розташоване село Корніївка, на протилежному березі — села Слободо-Петрівка, Оржиця та Загребелля. Відстань від обласного центру 190 кілометри, від Києва — 156 км (автошлях E40, з яким збігається М03).
Через місто проходять автомобільна дорога Т 1708 та кілька залізничних ліній (Київ — Полтава і Прилуки — Черкаси), станції Гребінка, Платформа 136 км та База.

## Історія
Початок існування Гребінки припадає на 1895 рік, коли розпочалось будівництво залізничної лінії Південно-Західної залізниці Харків-Київ. Нова станція, яка виникла поблизу села Городище, була названа на честь відомого українського поета-байкаря Євгена Гребінки.
14-16 березня 1918 року, відбувся Гребінківській бій.
З 21 листопада 1959 року Гребінці надано статус міста районного підпорядкування. Нині Гребінка — значний залізничний вузол, на якому розташовані великі залізничні підприємства: локомотивне депо, вагонне депо, 11-та дистанція сигналізації та зв'язку, 18-та дистанція колії та інші.
У Гребінці в 1995 році споруджений спорткомплекс, на якому проводяться районні, обласні, а також всеукраїнські спортивні змагання. В 1998 році у Гребінці збудовано Церкву святого Георгія.

## Населення
Станом на 1989 рік у місті проживало 13072 особи, серед них — 6048 чоловіків і 7024 жінки.
За даними перепису населення 2001 року в місті проживали 11562 особи. Рідною мовою назвали:
| Мова       | Кількість осіб | Відсоток |
| ---------- | -------------- | -------- |
| українська | 10878          | 94,08%   |
| російська  | 617            | 5,34%    |
| білоруська | 12             | 0,10%    |
| циганська  | 10             | 0,09%    |
| вірменська | 8              | 0,07%    |
| молдовська | 5              | 0,04%    |
| угорська   | 3              | 0,03%    |
| болгарська | 1              | 0,01%    |
| польська   | 1              | 0,01%    |
| інші       | 27             | 0,23%    |

## Культура
Культурною діяльністю в місті опікується відділ культури і туризму Гребінківської міської ради Полтавської області.
В його підпорядкуванні, зокрема, перебувають і, відповідно, культосвітні заклади міста (і району) є:
- Гребінківський міський Будинок культури (вул. Євгена Гребінки, 13);
- Гребінківський народний краєзнавчий музей (розташований на 1-му поверсі міського Будинку культури);
- Гребінківська дитяча музична школа (пров. Піонерський, 8);
- Гребінківська міська публічна бібліотека (також у приміщенні міського Будинку культури) зі структурними підрозділами-сільськими бібліотеками у Слободо-Петрівці, Оржиці та Мар'янівці.

Культуру в місті творять відомі в області, Україні професійні і самодіяльні діячі літератури, культури та мистецта, громадські діячі, меценати.
Регулярно відбувається Мото-рок-фестиваль «Небеса», присвячений земляку-музиканту, людям, що загинули у молодому віці, а з 2014 року - ще й загиблим захисникам України (організатори - вільні байкери та музиканти Гребінківщини).[джерело?]
З 2017 року в місті та районі проводиться МІжнародний фестиваль культури «Гребінчині вечорниці» (засновник та художній керівник Микола Рудаков) на вшанування пам'яті Євгена Гребінки.[джерело?]

## Релігія
Церква святого Георгія УПЦ МП. Настоятель протоієрей Василій Ціко.
Поява Свято-Георгіївського храму в Гребінці була тривалою й доволі тернистою, як, мабуть, і кожної духовної святині. Православні віруючі довгі роки сподівалися на те, що зміняться часи і буде у містечку церква.
13 вересня 1998 року відбулося відкриття Свято-Георгіївської церкви, осв'ячення і святкова літургія. В осв'яченні брали участь Високопреосвященніший Митрополит Полтавський і Кременчуцький Феодосій, священнослужителі м. Полтави, священнослужителі окружних парафій, хор Макарівського кафедрального собору, та гості міста.
Церква святителя Миколая ПЦУ. Настоятель протоієрей Миколай Прищ. 1 серпня 2020 року архієпископ Полтавський і Кременчуцький Федір звершив чин освячення новозбудованого храму на честь святителя Миколая Чудотворця у місті Гребінці. Храм будували понад 7 років зусиллями настоятеля протоієрея Миколи Прища, благодійників парафії та активних парафіян.
Діють в місті й інші релігійні організації. Приміром «Шурупій» і різні гілки баптистів і п'ятидесятників, деякі з яких, можливо, належать до 
ЄХБ чи УЦХВЄ, хоча їх справжню приналежність визначити важко.

## Особистості
- Божко Людмила Федорівна — українська співачка (колоратурне сопрано). Заслужена артистка УССР. Народна артистка України. Професор Львівської національної музичної академії імені Миколи Лисенка. Навчалась у Гребінці в школі.
- Вескляров Петро Юхимович — український актор театру та кіно, телеведучий («дід Панас»). Заслужений артист України (1973). У 1932—1940 роках — актор Черкаського робітничо-селянського театру, начальник та художній керівник клубу на станції Гребінка.
- Петро Линовицький (нар. 12.07.1943 р.,  помер 16 квітня 2002року у Черкасах.) Поет, член національної Спілки письменників України.
- Микола Линовицький (нар. 1 січня 1957 року) поет.
- Пономаренко (Кириченко) Любов Петрівна (* 25 травня 1955, с. Іванківці Срібнянського району Чернігівської області) — українська письменниця-прозаїк. Член Національної спілки письменників України з 1987 року. Володарка премії «Благовіст» (1999), міжнародної премії ім. Олеся Гончара (2000), премії ім. Панаса Мирного (2005), премії ім. Леоніда Бразова (2012).
- Євген Павлович Гребінка (*21 січня (2 лютого) 1812, Убєжище, Пирятинський повіт (нині с. Мар'янівка Гребінківського р-ну) — †3 (15) грудня 1848, Петербург) — Байкар, белетрист, видавець, громадський діяч. Старший брат архітектора Миколи Гребінки.
- Шадських Сергій Олексійович (1965—2016) — молодший сержант Збройних сил України, учасник російсько-української війни.

## Архітектура
Як відносно молоде місто залізничників, Гребінка не відзначається різноманіттям архітектурних стилів — у місті представлена традиційна радянська забудова невеликих промислових міст. Оригінальністю відзначені споруди залізничного вокзалу і Будинку культури.
Міська скульптура Гребінки представлена малими формами — у формі погруддя, зокрема, вшановано славетного земляка, чиє ім'я носить місто, — Євгена Гребінку, Генію українського народу Тарасу Шевченку встановлено пам'ятний знак у формі камня з горельєфом.

## Галерея

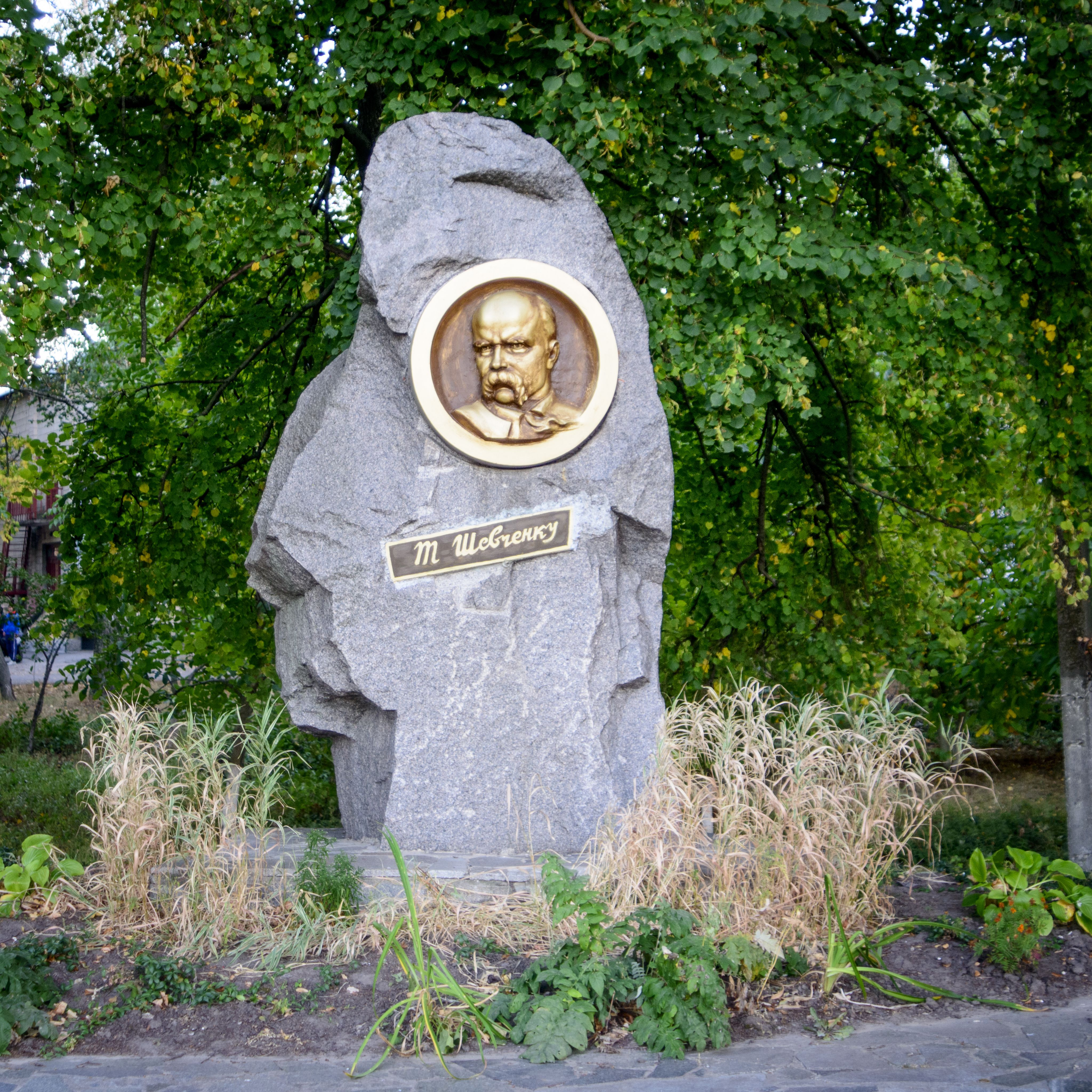
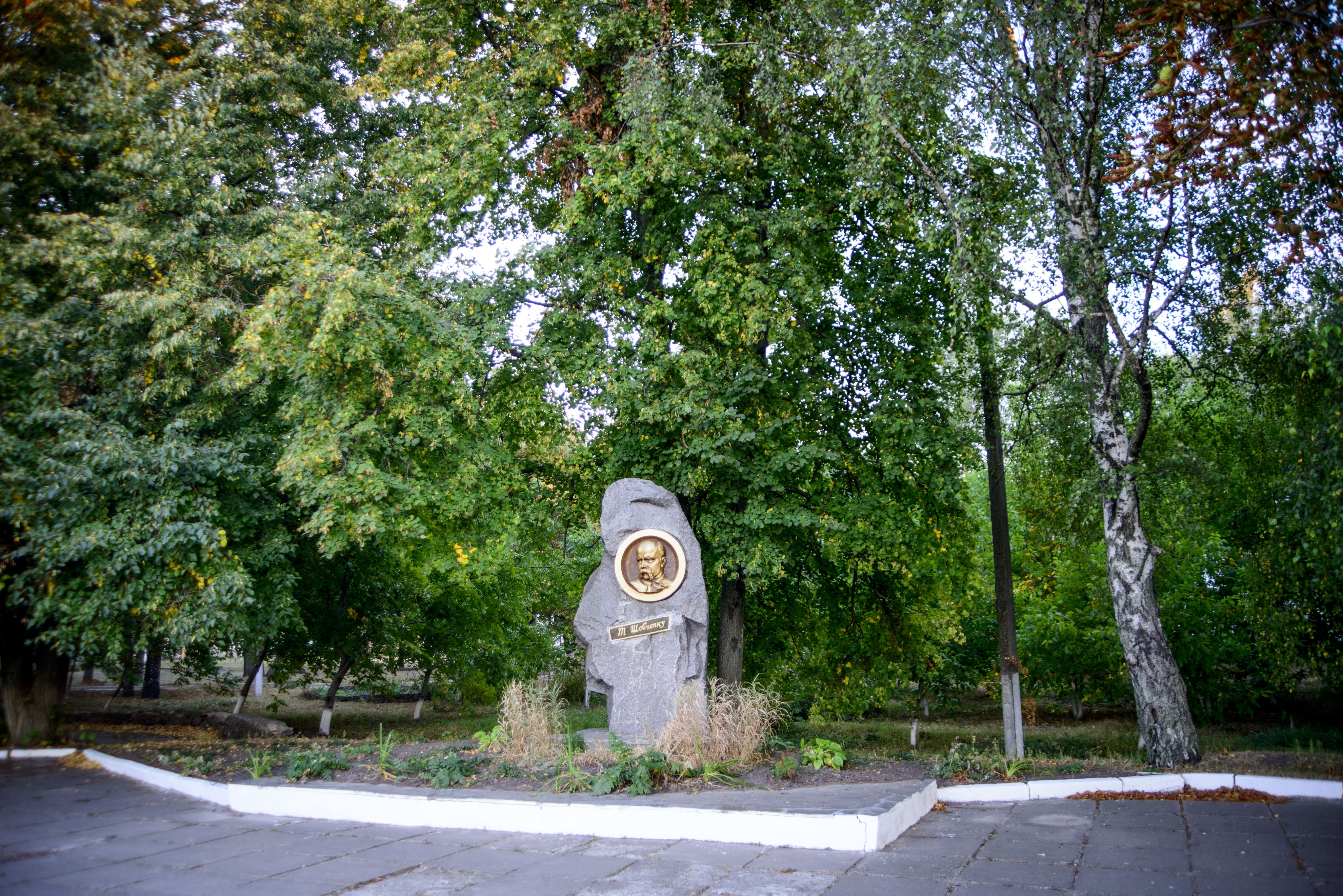
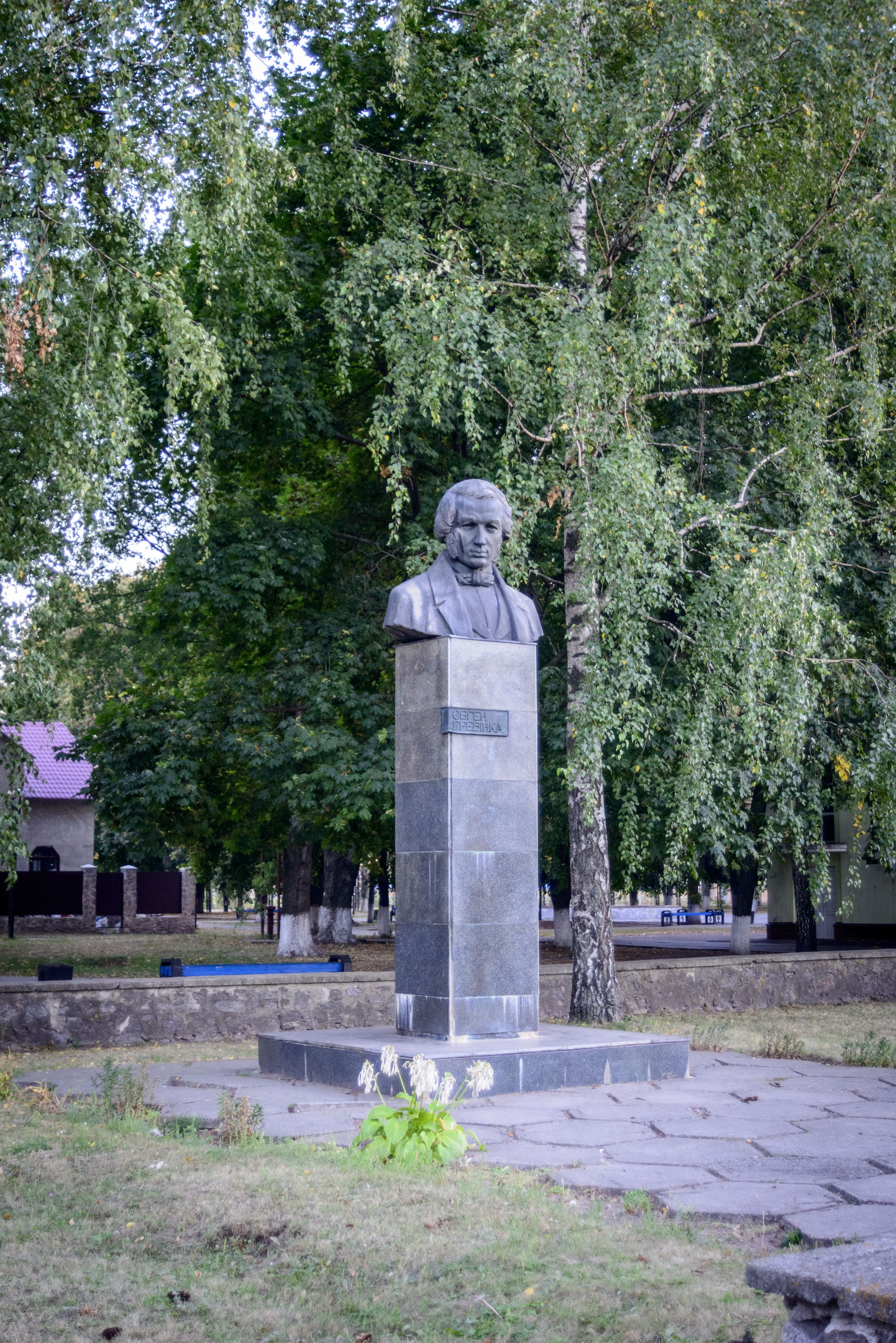
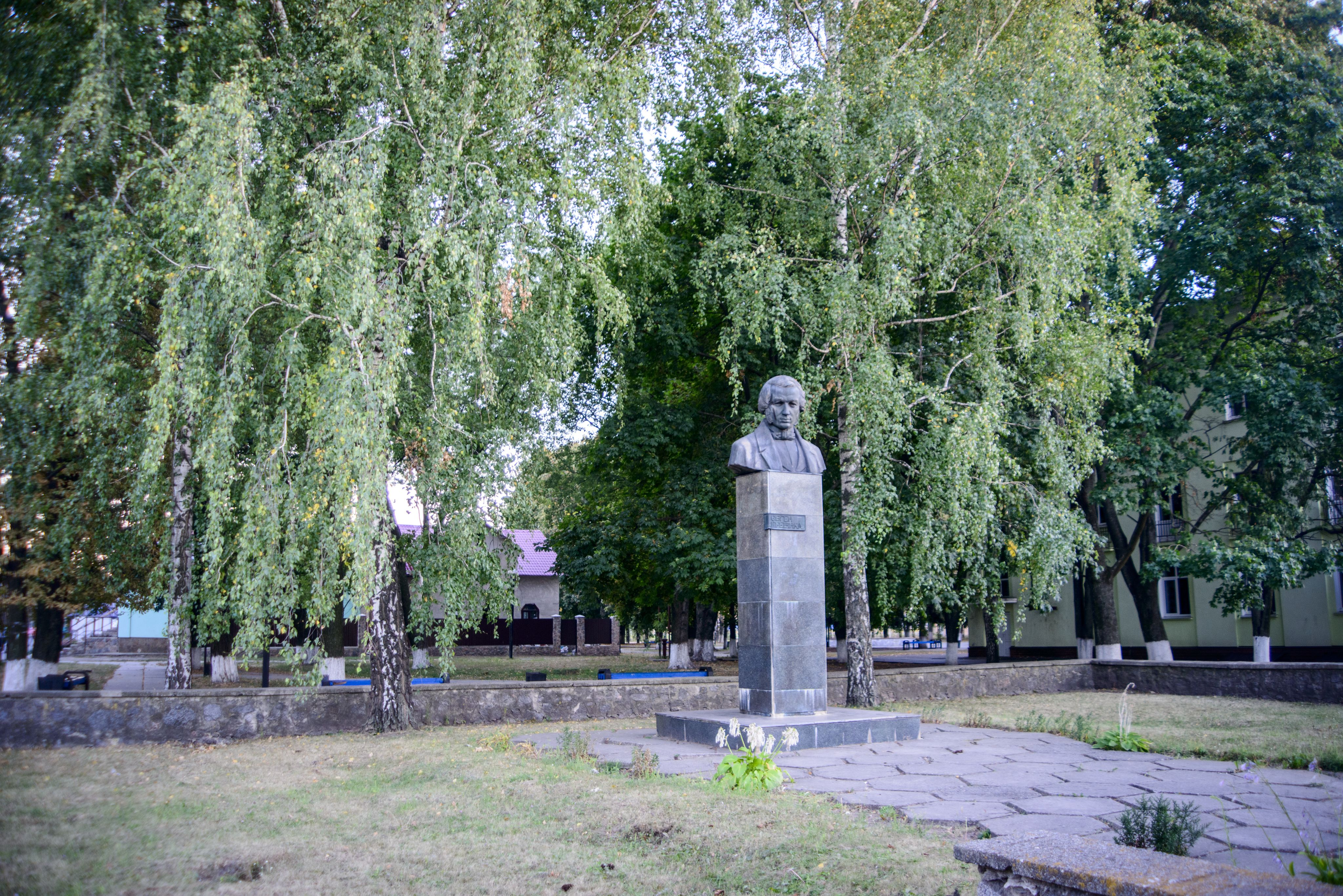
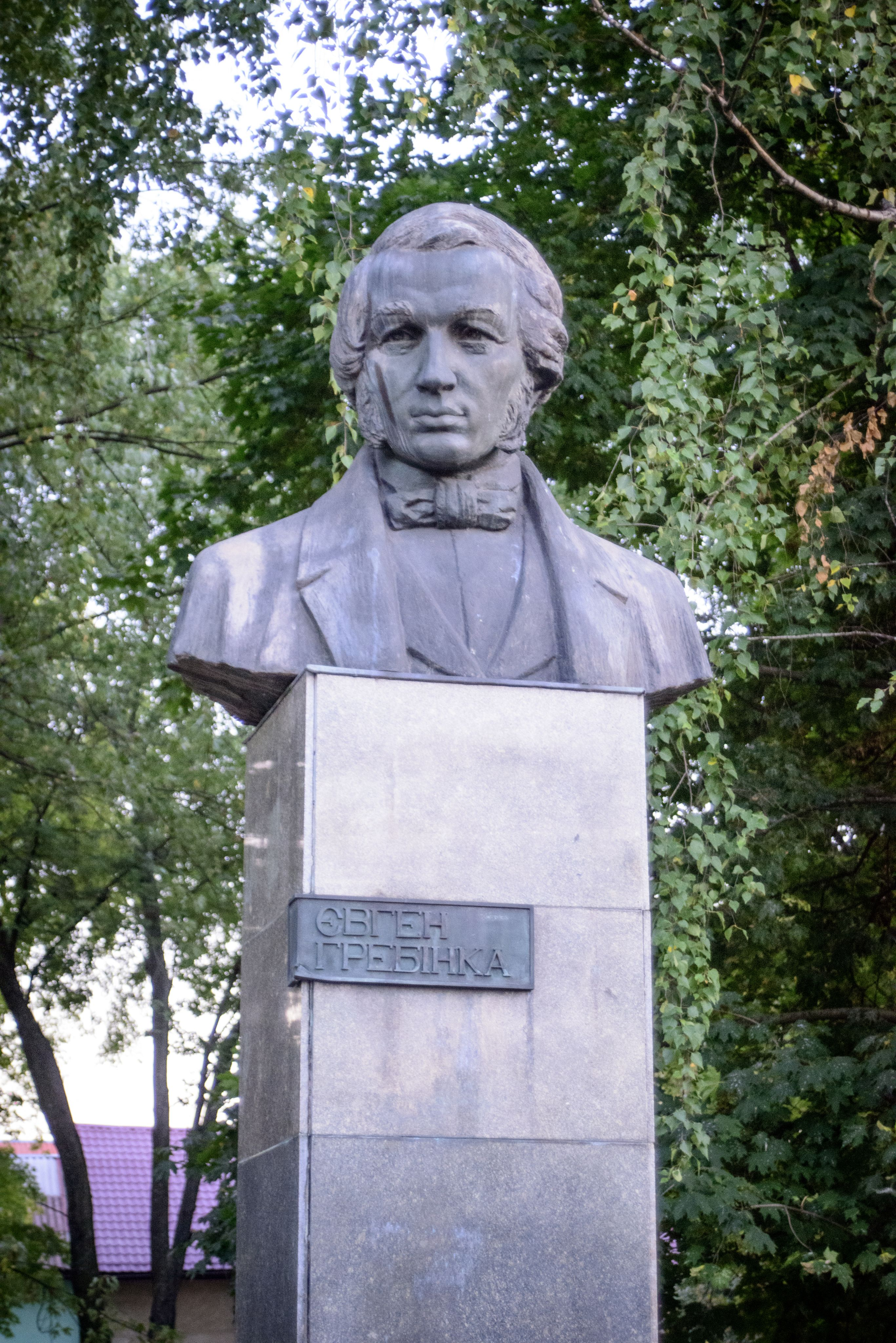
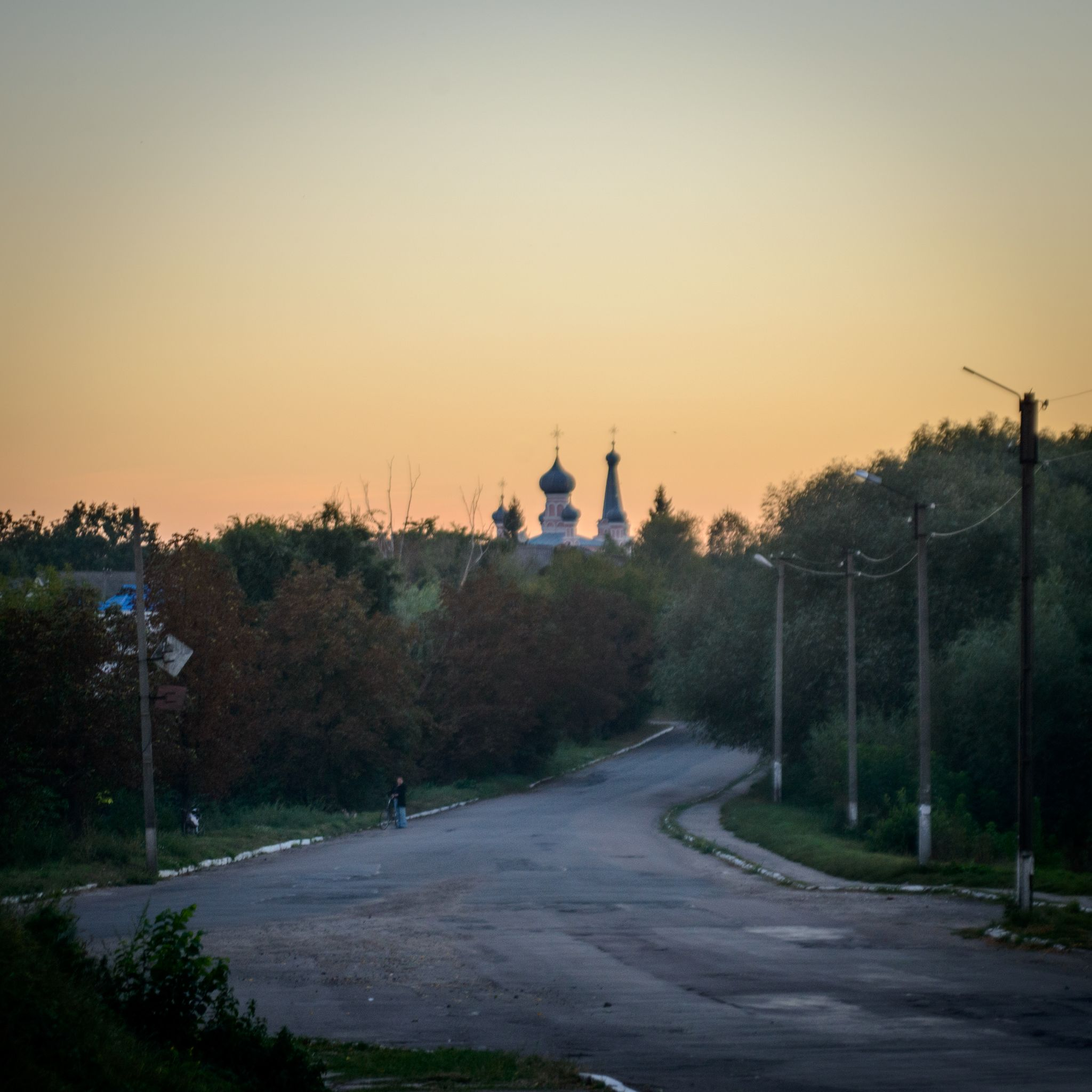
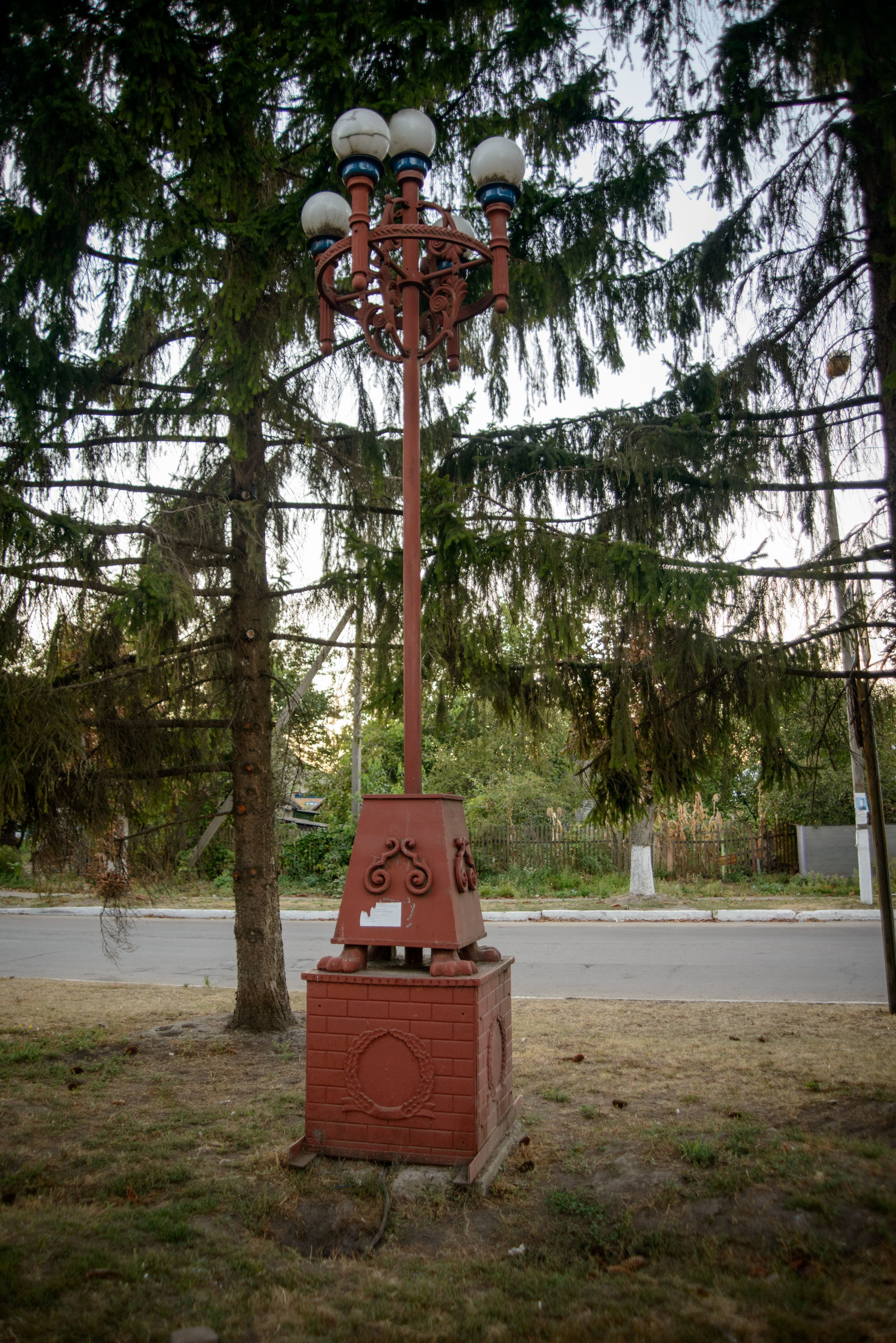
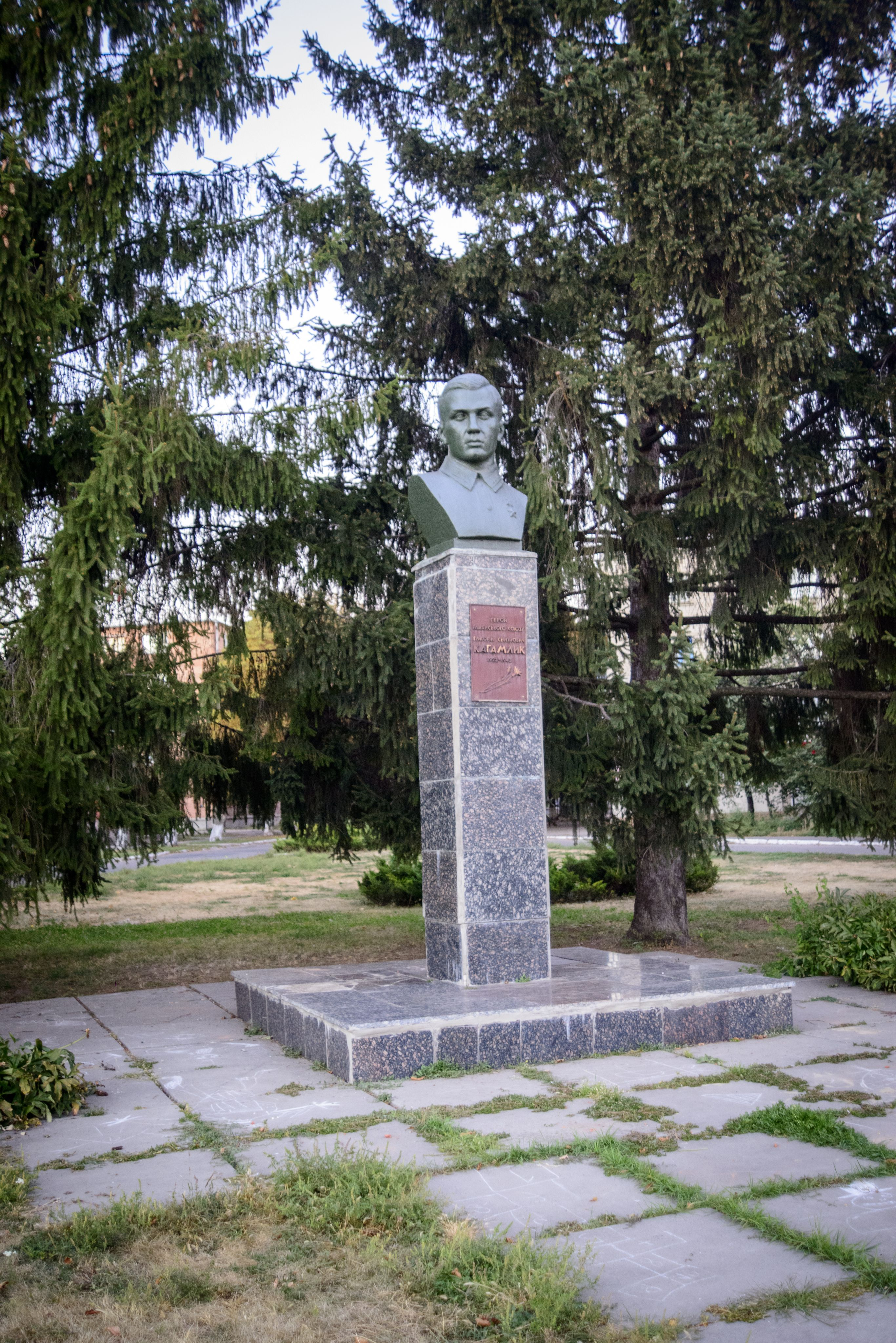
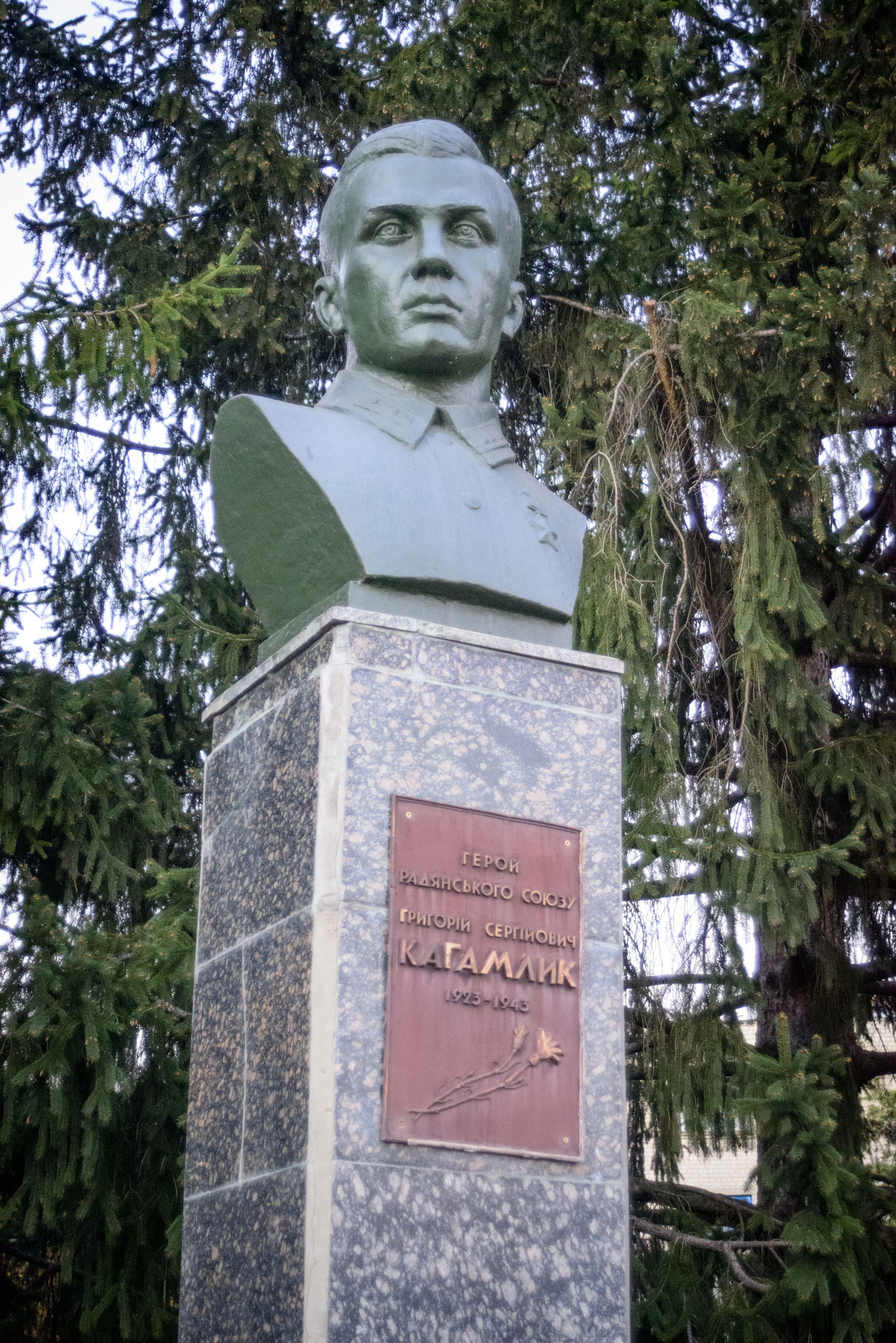
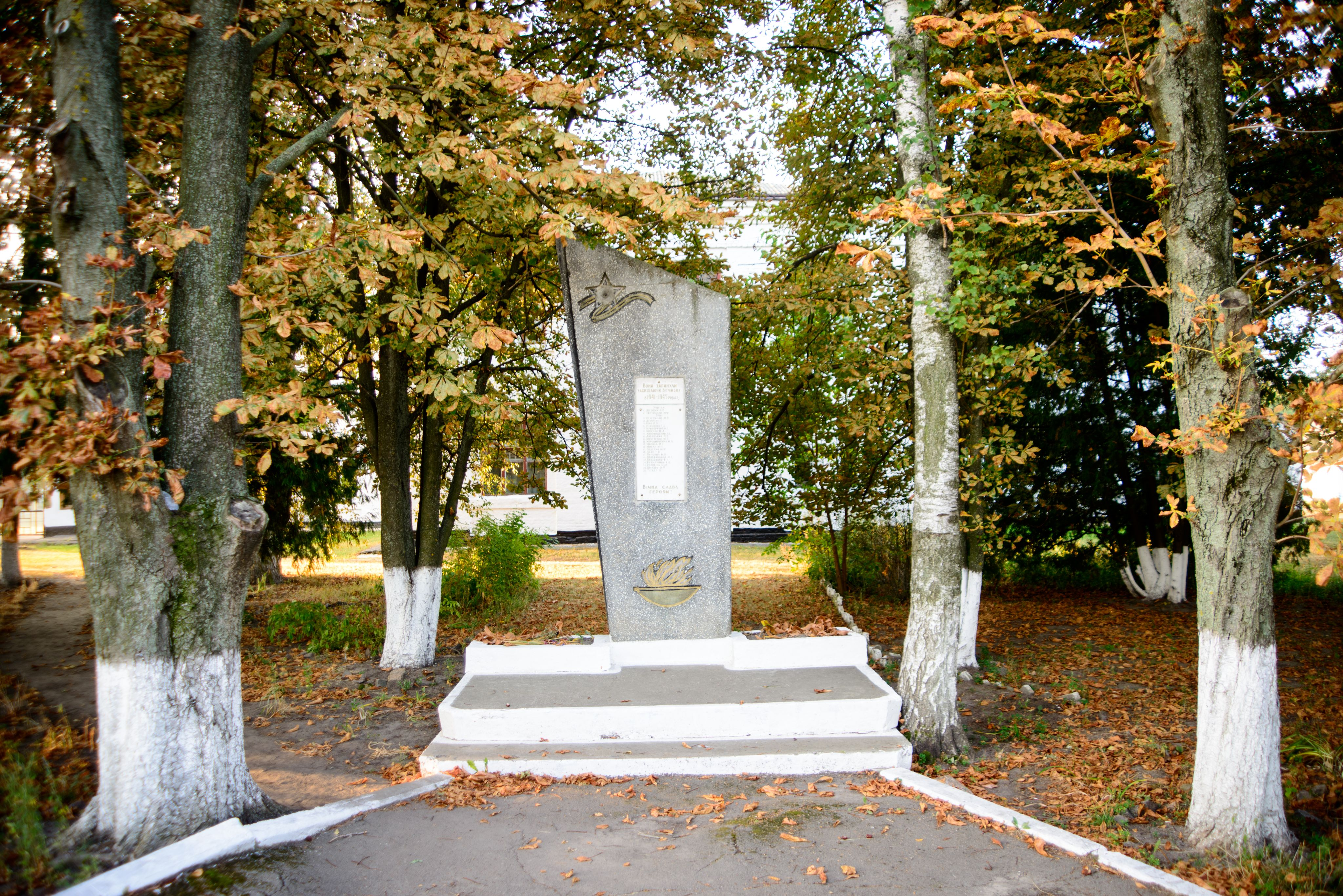
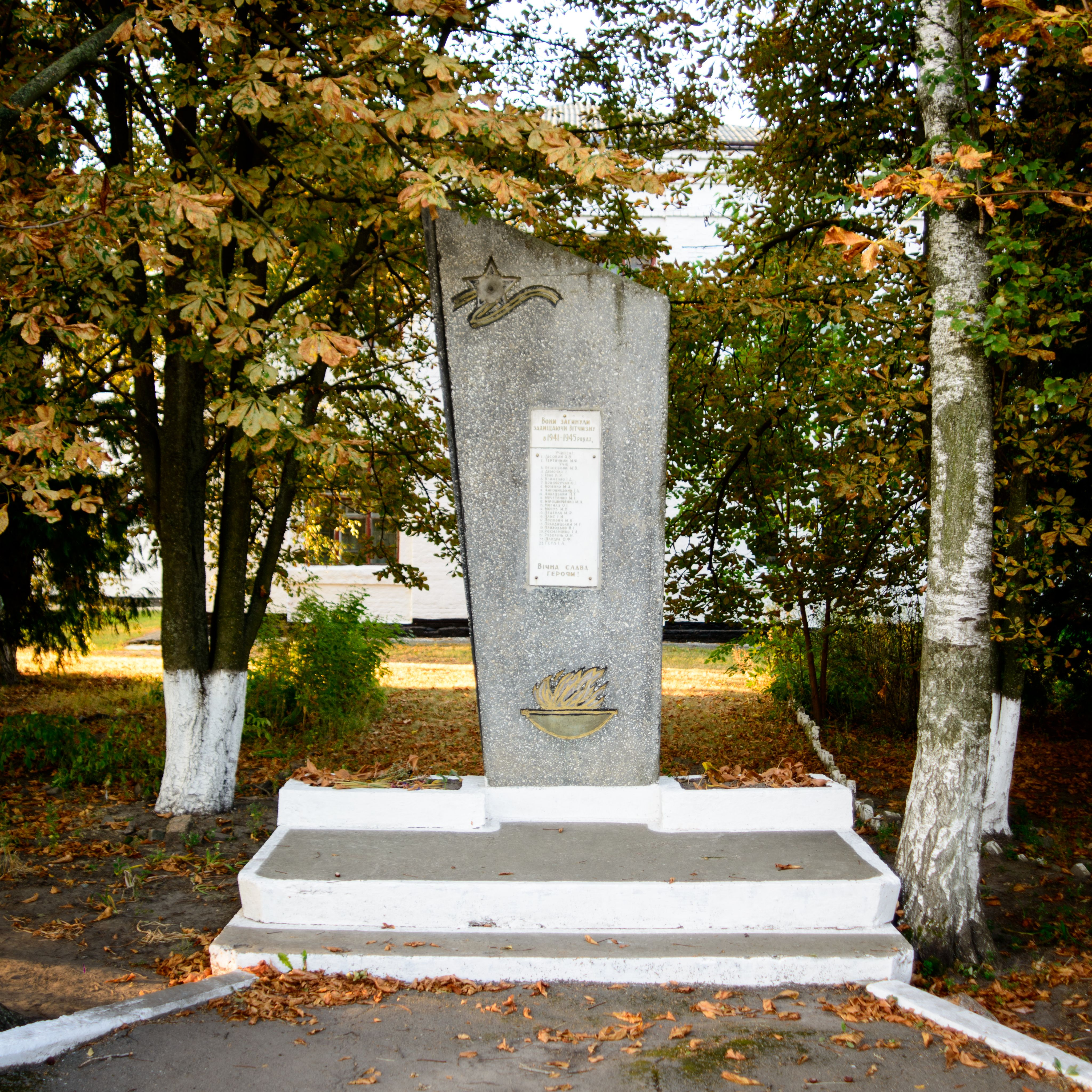
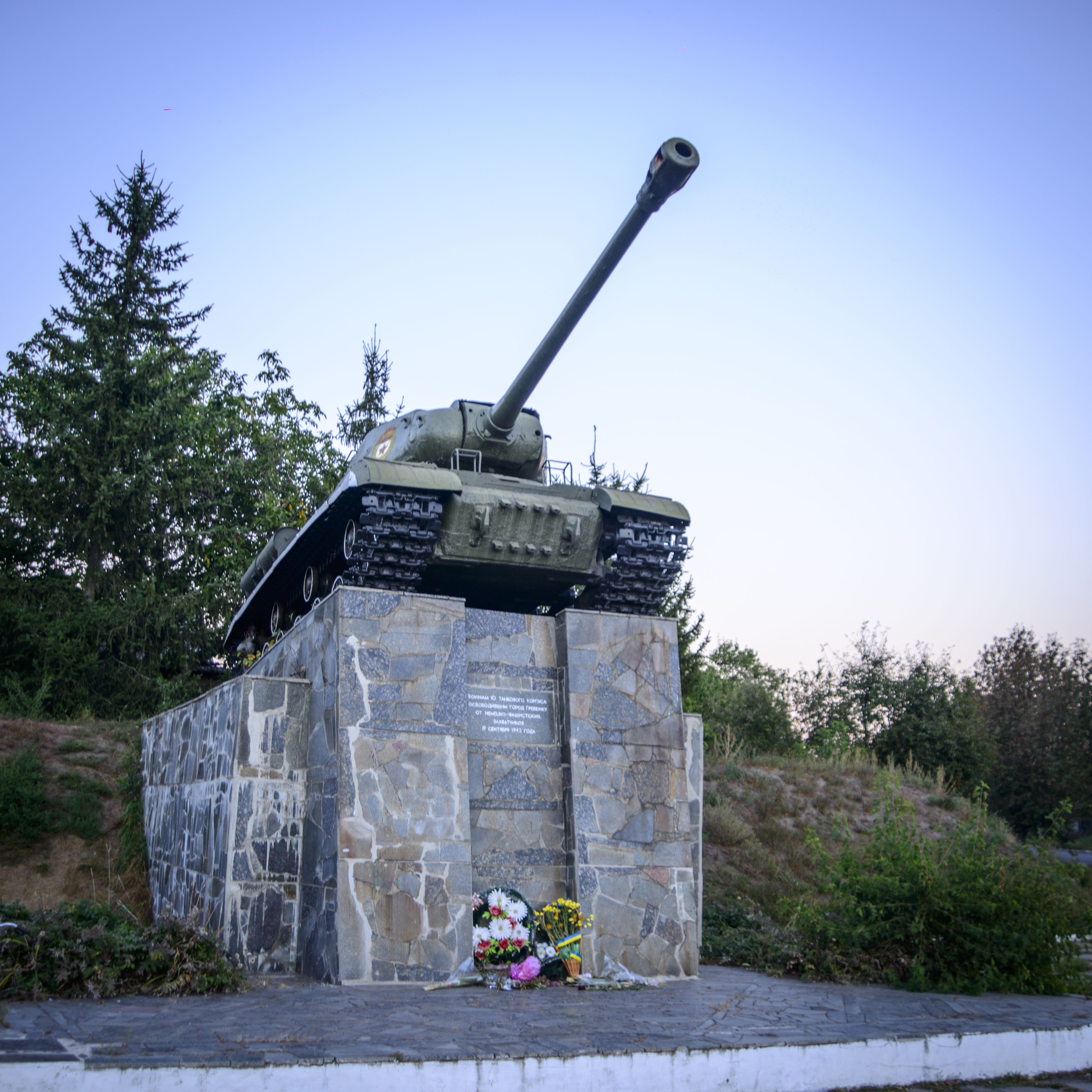
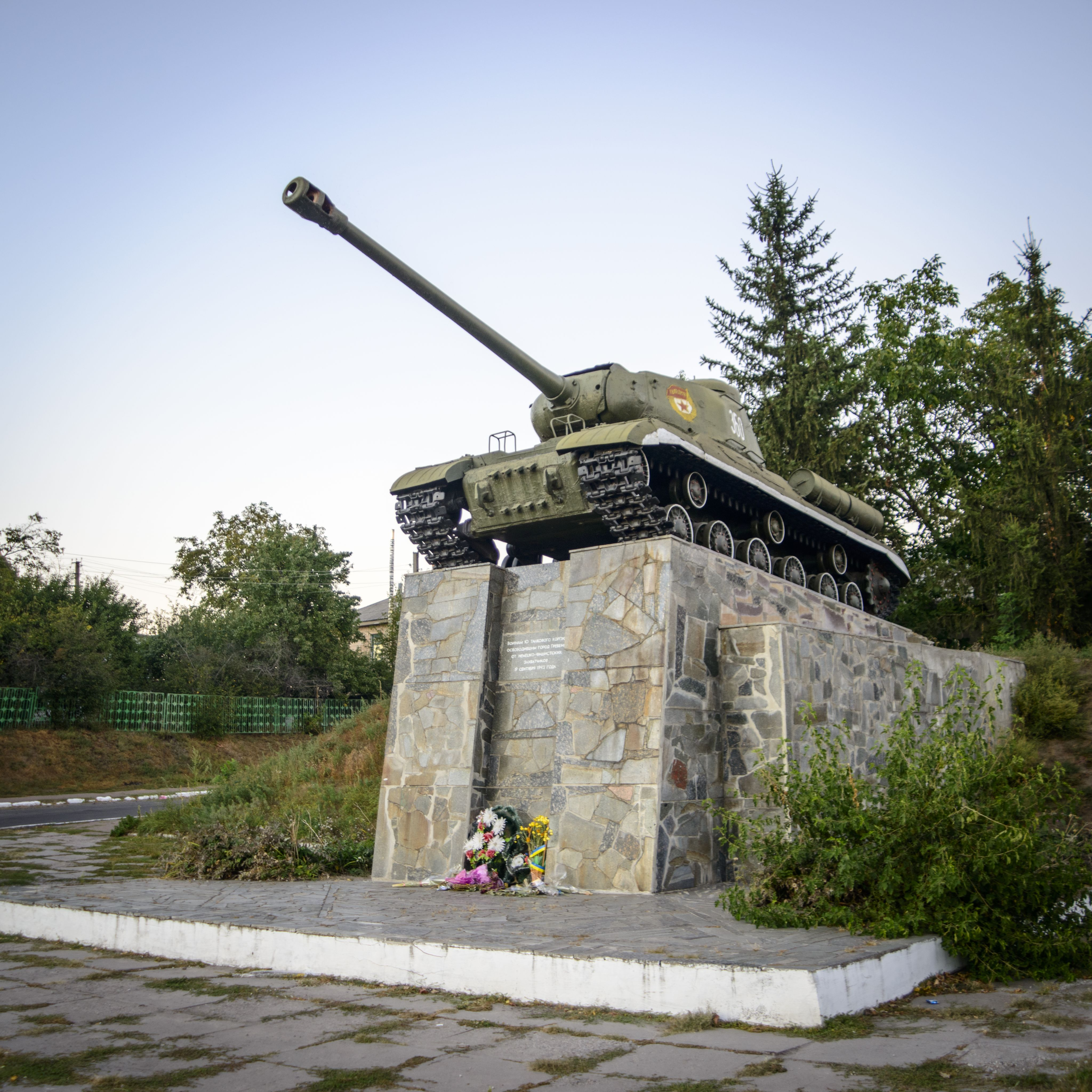

|                                 |                        |
| Гребінківський Будинок культури | Локомотивне депо ТЧ-12 |